# FictionJunction
픽션정크션(FictionJunction)은 카지우라 유키의 솔로 프로젝트이다.
픽션(Fiction, 창작한다)과 정크션(Junction, 교차·접합한다)을 조합한 이 프로젝트명은 카지우라 유키가 곡을 만들고(Fiction) 악곡마다 보컬리스트등과 교차·접합(Junction)하여 새로운 퍼포먼스를 세상에 내보내는 프로젝트로서 2003년 YUUKA의 보컬에 의한 "여명의 수레바퀴"로 활동 스타트.

## 멤버

### 프로듀서
- 카지우라 유키 (악곡 및 키보드)

### 주요보컬
- KAORI

2005년, FictionJunction KAORI로써 NHK 애니메이션「츠바사 크로니클」Sound Track「Future Soundscape I」의 9번트랙「tsubasa」으로 첫참가
- KEIKO

2005년, FictionJunction KEIKO로써 NHK 애니메이션「츠바사 크로니클」Sound Track「Future Soundscape II」의 9번트랙「風の街へ」으로 첫참가
- WAKANA

2006년, FictionJunction WAKANA로써 OVA 애니메이션「북두의 권~유리어 전」Sound Track「真救世主伝説 北斗の拳 ラオウ伝 殉愛の章/ユリア伝 オリジナルサウンドトラック」의 33번트랙「光の行方」으로 첫참가
- YURIKO KAIDA

2001년, 테레비도쿄계 애니메이션「NOIR」Sound Track으로 첫참가

### FBM
FBM (Front Band Member)
- 기타 : 코레나가 코우이치
- 베이스 : 타카하시 Jr. 토모하루
- 드럼 : 사토 쿄이치
- 바이올린 : 콘노 히토시
- Manipulator : 오히라 요시오
- 피아노 : 사쿠라다 야스히로 (Kalafina만 담당)

### 기타
- YUUKA

2003년, FictionJunction YUUKA로써「暁の車(여명의 수레바퀴)」로 데뷔
- ASUKA

2005년, FictionJunction ASUKA로써 테레비도쿄계 애니메이션「엘레멘탈 제레이드」삽입곡「everlasting song」으로 첫참가이자 악곡으로썬 마지막참가
- 드럼 : 노자키 마스케
- 플룻 : 아카기 리에

## 에피소드
- FictionJunction은 카지우라 유키의 솔로프로젝트로써 결성도 없으며 해체도 없다고한다. 관련된 모든사람(가희, 밴드멤버)가 강제적으로 반영구적인 FJ의 일원이라고 하였다.[1]
- 보컬 카오리와 카지우라 유키의 인연은 당시 매니저가 같아서 매니저의 소개로 츠바사 크로니클의 tsubasa를 부르게된게 계기였다고한다.[2]

## 디스코그래피

### 싱글
- Parallel Hearts (2009년 4월 29일)

TV 애니메이션「PandoraHearts」오프닝 테마
- 時の向こう　幻の空 (2010년 1월 27일)

TV 애니메이션「오오카미카쿠시」오프닝 테마
- stone cold (2011년 7월 3일)

TV 애니메이션「세이크리드 세븐」오프닝 테마
- Distance (2012년 8월 29일)

TV 애니메이션「기동전사건담SEED HD 리마스터」엔딩 테마
PSP 게임「전율의 스트라터스」오프닝 테마

### 앨범
- Everlasting Songs (2009년 2월 25일)
- FictionJunction 2008-2010 The BEST of Yuki Kajiura LIVE (2010년 5월 12일)
- elemental (2014년 1월 22일)
- FictionJunction 2010-2013 The BEST of Yuki Kajiura LIVE 2 (2015년 6월 3일)

### DVD
- Yuki Kajiura LIVE 2008.07.31 (2008년 12월 24일)
- FictionJunction YUUKA～Yuki Kajiura LIVE vol.#4 PART1～ (2009년 10월 21일)
- FictionJunction～Yuki Kajiura LIVE vol.#4 PART2～ (2009년 12월 23일)
- Animelo Summer Live 2009 RE:BRIDGE 8.23 (2010년 2월 24일)
- TYPE-MOON Fes. 10th Anniversary Event (2013년 1월 16일)
- 梶浦由記 / FictionJunction　Yuki Kajiura LIVE vol.#9 “渋公Special ” (2013년 2월 20일)
- FictionJunction + FictionJunction YUUKA　～Yuki Kajiura LIVE vol.#4 PARTI＆PARTII～ (2013년 5월 8일) - BD재발매
- Yuki Kajiura LIVE vol.#11 FictionJunction YUUKA 2days Special 2014.02.08~09 中野サンプラザ (2014년 6월 25일)
- Yuki Kajiura LIVE vol.#11 elemental Tour 2014　2014.04.20 @NHK Hall + Making of elemental Tour 2014 (2014년 9월 24일)

### 서적
- Yuki Kajiura LIVE vol.#10“Kaji Fes. 2013”AFTER LIVE MEMORIAL BOOKLET (2013년)
- FictionJunction YUUKA 2days Special -LIVE BOOK- (2014년)

## LIVE

### Yuki Kajiura LIVE
- 2008년 Yuki Kajiura LIVE vol.#1

보컬 : KAORI, WAKANA, KEIKO, 카이다 유리코
4월 5일 도쿄 Shibuya O-East
- 2008년 Yuki Kajiura LIVE vol.#2

보컬 : KAORI, WAKANA, KEIKO, 카이다 유리코
7월 31일 도쿄 Shibuya O-East (+Kalafina Front Act)
- 2008년 Yuki Kajiura LIVE Vol.#3 ～1st DVD発売スペシャルLIVE～

보컬 : KAORI, WAKANA, KEIKO, 카이다 유리코
12월 27일 요코하마 BLITZ (+Kalafina Front Act)
- 2009년 FictionJunction Yuki Kajura LIVE Vol.#4 ～Everlasting Songs Tour 2009～

보컬 : 1부 - YUUKA
2부 - KAORI, WAKANA, KEIKO, 카이다 유리코
7월 8일 나고야 ボトムライン
7월 9일 오사카 BIGCAT
7월 12일 도쿄 JCB HALL
- 2010년 Yuki Kajiura LIVE Vol.#5～日本語封印SPECIAL LIVE～

보컬 : KAORI, WAKANA, KEIKO, 카이다 유리코
1월 9일 요코하마 BLITZ
1월 12일 오사카 なんばHatch
- 2010년 Kajiura Produce 3rd Anniversary LIVE TOUR ～FictionJunction/Yuki Kajiura LIVE vol.#6～

보컬 : KAORI, WAKANA, KEIKO, 카이다 유리코
5월 16일 오사카 なんばHatch 게스트 : 아카기 리에 (플룻)
5월 23일 센다이 Zepp SENDAI (+KalafinaFront Act)
5월 30일 요코하마 BLITZ 게스트 : 이토우 에리
6월 6일 나고야 DIAMOND HALL Featuring : FictionJunction YUUKA
6월 13일 도쿄 JCB HALL 게스트 : 시나다 유리(=카사하라 유리)
- 2011년 vol.#7 Yuki Kajiura LIVE vol.7 "FICTION"

보컬 : KAORI, WAKANA, KEIKO, 카이다 유리코
6월 29일 도쿄 NHK홀 게스트 : 아카기 리에 (플룻)
7월 10일 요코하마 BLITZ
- 2012년 Yuki Kajiura LIVE vol.#8“Spring 2012”

보컬 : KAORI, WAKANA, KEIKO, 카이다 유리코
3월 16일 도쿄 시부야 공회당
3월 17일 도쿄 시부야 공회당
4월 8일 오사카 なんばHatch
- 2012년 Yuki Kajiura LIVE vol.#9“3days Special”

보컬 : KAORI, WAKANA, KEIKO, 카이다 유리코
8월 31일 도쿄 신국립극장 Day 1 日本語オンリーSpecial＠FictionJunction
9월 1일 도쿄 신국립극장 Day 2 Sound Track Special
9월 2일 도쿄 신국립극장 Day 3 日本語封印Special
- 2012년 Yuki Kajiura LIVE vol.#9 “渋公Special ”

보컬 : KAORI, WAKANA, KEIKO, 카이다 유리코
9월 9일 도쿄  시부야 공회당 게스트 : 토마루 하나에, ASUKA
- 2013년 Yuki Kajiura LIVE vol.10「Kaji Fes. 2013」

보컬 : KAORI, WAKANA, KEIKO, 카이다 유리코
게스트 : Emily Bindiger, 카사하라 유리, 이토 에리, 토마루 하나에, REMI, ASUKA, 아카키 리에, 사토 요시아키
5월 11일 도쿄 도쿄국제포럼 홀Ａ
- 2013년 Yuki Kajiura LIVE in Hong Kong

보컬 : KAORI, WAKANA, KEIKO, 카이다 유리코
9월 20일 홍콩 九龙湾国际展贸中心6楼展贸厅3
- 2013년 Yuki Kajiura LIVE 番外編 in 台場 2days

보컬 : KAORI, WAKANA, KEIKO, 카이다 유리코
9월 25일 오다이바 Zepp DiverCity
9월 26일 오다이바 Zepp DiverCity
- 2014년 Yuki Kajiura live vol#11

보컬 : KAORI, WAKANA, KEIKO, 카이다 유리코
2월 22일 오사카 NHK 오사카 홀
2월 23일 오사카 NHK 오사카 홀
3월 9일 센다이 센다이 시민회관
3월 16일 삿포로 삿포로시 교육문화회관
3월 22일 사이타마 오오미야 소닉시티
3월 29일 나고야 日本特殊陶業市民会館ビレッジ
4월 5일 후쿠오카 후쿠오카 국제회의장
4월 20일 도쿄 NHK 홀
- 2014년 Yuki Kajiura LIVE vol.#11 / elemental Tour 2014　in Taipei

보컬 : KAORI, WAKANA, KEIKO, 카이다 유리코
4월 12일 대만 ATT SHOW BOX
- 2015년 Yuki Kajiura LIVE vol.#12 ／ 7days Special

보컬 : KAORI, WAKANA, KEIKO, 카이다 유리코
6월 10일 도쿄 도쿄국제포럼 홀C DAY-1　日本語オンリーSpecial＠FictionJunction
6월 11일 도쿄 도쿄국제포럼 홀C DAY-2 日本語封印Special
6월 12일 도쿄 도쿄국제포럼 홀C DAY-3 Sound Track Special
6월 13일 도쿄 도쿄국제포럼 홀C DAY-4 Sound Track Special
6월 13일 도쿄 도쿄국제포럼 홀C DAY-4　日本語オンリーSpecial＠FictionJunction
6월 14일 도쿄 도쿄국제포럼 홀C DAY-5 日本語封印Special
6월 20일 오사카 NHK 오사카 홀 DAY-6　日本語オンリーSpecial＠FictionJunction
6월 21일 오사카 NHK 오사카 홀 DAY-7 Sound Track Special
6월 21일 오사카 NHK 오사카 홀 DAY-7 日本語封印Special
- 2015년 Yuki Kajiura LIVE vol.#12"オーチャードSpecial"

보컬 : KAORI, WAKANA, KEIKO, 카이다 유리코
7월 18일 도쿄 오차드홀 게스트 : 이토 에리, 토마루 하나에, REMI
7월 19일 도쿄 오차드홀 게스트 : 카사하라 유리, 토마루 하나에, REMI

### 팬클럽한정이벤트
팬클럽 FictionJunction CLUB (카지우라 유키, FictionJunction, Kalafina소속)
- 2009년 梶浦由記ファミリー公式ファンクラブ｢FictionJunction CLUB｣ ファンクラブイベント第1弾"トーク&ミニミニLIVE"

출연 : 카지우라 유키, KAORI, WAKANA, KEIKO, 카이다 유리코, Hikaru
5월 31일 도쿄 アムラックスホール
- 2009년 梶浦由記ファミリー公式ファンクラブ｢FictionJunction CLUB｣ ファンクラブイベント第2弾"トーク&ミニミニLIVE"＠東京

출연 : 카지우라 유키, KAORI, WAKANA, KEIKO, 카이다 유리코, Hikaru
12월 12일 도쿄 アムラックスホール
12월 13일 도쿄 アムラックスホール
- 2010년 梶浦由記ファミリー公式ファンクラブ｢FictionJunction CLUB｣ ファンクラブイベント第2弾"トーク&ミニミニLIVE"＠大阪

출연 : 카지우라 유키, KAORI, WAKANA, KEIKO, 카이다 유리코, Hikaru
1월 11일 오사카 フラミンゴ・ジ・アルーシャ
- 2010년 第3回FictionJunction CLUBファンクラブイベント FJC会員が選ぶ”もう一度聴きたいBEST 20”～まだまだ3rd Anniversary、LIVE＆トークSpecial～

출연 : 카지우라 유키, YUUKA,  KAORI, WAKANA, KEIKO, 카이다 유리코, Hikaru
코레나가 코우이치, 타카하시 Jr. 토모하루, 콘노 히토시, 오히라 요시오, 노자키 마스케
12월 26일 요코하마 요코하마 BLITZ
- 2011년 FictionJunction CLUB ファンクラブイベント第4弾“トーク＆トーク”～3時間しゃべりっぱなし、どこまでいけるかなスペシャル～"

출연 : 카지우라 유키, YUUKA,  KAORI, WAKANA, KEIKO, 카이다 유리코, Hikaru
12월 3일 도쿄 草月ホール
- 2012년 FictionJunction CLUB ファンクラブイベント第4弾“トーク＆トーク”～3時間しゃべりっぱなし、どこまでいけるかなスペシャル in大阪～"

출연 : 카지우라 유키, YUUKA,  KAORI, WAKANA, KEIKO, 카이다 유리코, Hikaru
4월 7일 오사카 大阪朝日生命ホール
- 2013년 ファンクラブ会員限定LIVE FicitonJunction CLUB LIVE "Yuki Kajiura Special SET LIST"

출연 : 카지우라 유키, YUUKA,  KAORI, WAKANA, KEIKO, 카이다 유리코, Hikaru
코레나가 코우이치, 타카하시 Jr. 토모하루, 콘노 히토시, 오히라 요시오, 사토 쿄이치
1월 5일 오사카 なんばHatch
1월 6일 도쿄 Zepp Tokyo
- 2013년 FJCファンクラブイベント第6弾“トーク＆トーク　Part.2

출연 : 카지우라 유키, KAORI, WAKANA, KEIKO, 카이다 유리코, Hikaru
10월 13일 도쿄 ニッショーホール
10월 14일 오사카 松下IMPホール
- 2015년 FictionJunction CLUB会員限定New Year Special LIVE 2015

출연 : 카지우라 유키, KAORI, WAKANA, KEIKO, 카이다 유리코, Hikaru, ASUKA
코레나가 코우이치, 타카하시 Jr. 토모하루, 콘노 히토시, 오히라 요시오, 사토 쿄이치
1월 31일 도쿄 豊洲PIT

### 기타참여
- 2007년 北斗の拳「昇魂式」

4월 18일 도쿄 高野山東京別院
출연 : 카지우라 유키, WAKANA
- 2008년 Revo＆梶浦由記 Presents 『Dream Port 2008』神戸公演

4월 29일 고베 神戸ワールド記念ホール
출연 : 카지우라 유키, YUUKA, KAORI, WAKANA, KEIKO, 카이다 유리코, 카사하라 유리
- 2008년 Revo＆梶浦由記 Presents 『Dream Port 2008』横浜公演

5월 6일 요코하마 パシフィコ横浜
출연 : 카지우라 유키, YUUKA, KAORI, WAKANA, KEIKO, 카이다 유리코, 카사하라 유리
- 2008년 Revo＆梶浦由記 Presents 『Dream Port 2008』東京公演

5월 15일 도쿄 東京国際フォーラム
출연 : 카지우라 유키, YUUKA, KAORI, WAKANA, KEIKO, 카이다 유리코, 카사하라 유리
- 2008년 「Dream Port」購入特典トークイベント

7월 18일 도쿄 ESPミュージカルアカデミー
- 2008년 北斗の拳「結魂式」

9월 13일 도쿄 日本青年館
출연 : 카지우라 유키, WAKANA, KEIKO, 카이다 유리코
- 2008년 映画｢アキレスと亀」トークイベント

10월 4일 도쿄 テアトル新宿
출연 : 카지우라 유키
- 2009년 Knave of Hearts

5월 9일 도쿄 九段会館　大ホール
출연 : 카지우라 유키, KAORI, WAKANA, KEIKO, 카이다 유리코
- 2009년 アニメフェスタ 2009

8월 22일 도쿄 文京シビックホール　大ホール
출연 : 카지우라 유키, KAORI, WAKANA, KEIKO, 카이다 유리코
- 2009년 Animelo Summer Live2009-RE:BRIDGE-

8월 23일 사이타마 さいたまスーパーアリーナ
출연 : 카지우라 유키, YUUKA, KAORI, WAKANA, KEIKO, 카이다 유리코
- 2010년 .hack//LiVE 劇奏

5월 9일 도쿄 ゆうぽうとホール
출연 : 카지우라 유키, YUUKA, KAORI, WAKANA, KEIKO, 카이다 유리코
- 2011년 FictionJunction&南里侑香　スペシャルイベント

10월 16일 도쿄 ASTRO HALL
출연 : 카지우라 유키, 난리 유우카, KAORI, WAKANA, KEIKO, 카이다 유리코
- 2013년 「梶浦由記/FictionJunction Yuki Kajiura LIVE vol.#9 “渋公Special”」発売記念トークイベント

4월 7일 도쿄 秋葉原UDX THEATER
출연 : 카지우라 유키, 코레나가 코우이치
- 2015년 ソードアート・オンライン Sing All Overtures

2월 1일 요코하마 パシフィコ横浜
출연 : 카지우라 유키, KAORI, WAKANA, KEIKO, 카이다 유리코, REMI

### FBM LIVE
- 2012년 FBMライブ

출연 : 코레나가 코우이치, 타카하시 Jr. 토모하루, 콘노 히토시, 사쿠라다 야스히로, 노자키 마스케
8월 4일 도쿄 目黒 BLUES ALLEY JAPAN 시크릿게스트 : KAORI
- 2014년 FBMライブ Vol.2

출연 : 코레나가 코우이치, 타카하시 Jr. 토모하루, 콘노 히토시, 사쿠라다 야스히로, 사토 쿄이치
1월 24일 도쿄 ブルースアレイジャパン Featuring 게스트 : 아카기 리에(플룻)
- 2014년 FBMライブ Vol.3 Special 2days

출연 : 코레나가 코우이치, 타카하시 Jr. 토모하루, 콘노 히토시, 사쿠라다 야스히로, 사토 쿄이치
8월 22일 도쿄 BLUES ALLEY JAPAN 게스트 : 니시카와 스스무(기타)
8월 23일 도쿄 BLUES ALLEY JAPAN 게스트 : YURIKO KAIDA 시크릿게스트 : KEIKO

## 기타활동
- Revo & 카지우라 유키 Collaboration「Dream Port」(2008년 6월 18일)

「砂塵の彼方へ…」
- 옴니버스앨범「용사시리즈 20주년기념　HARVEST」(2011년 2월 23일)

「Gatherway」
「Gatherway ～KARAOKE MIX」
- PSP게임『戦律のストラタス』Original Sound Track (2011년10월27일)

「eternal blue」(게임ver.)
- FJC회원한정싱글「sing a song」(2012년 3월 16일）

「sing a song」
「silent moon」
- Ustream 생중계 (2012년 8월 31일)

Yuki Kajiura LIVE vol.#9 "3 days special" "Japanese song only Special"

## 같이 보기
- 픽션정크션 유우카
- 카지우라 유키